# Phyxelida carcharata
Phyxelida carcharata is een spinnensoort uit de familie Phyxelididae. De soort komt voor in Kenia.